# Der Dieb von Venedig
Der Dieb von Venedig (Originaltitel: Il ladro di Venezia) ist ein italienisch-US-amerikanischer Spielfilm aus dem Jahr 1950 von John Brahm. Das Drehbuch verfasste der Regisseur zusammen mit Salvatore Cabasino und Jesse L. Lasky junior. Die Hauptrollen sind mit María Montez, Paul Hubschmid und Massimo Serato besetzt. Seine Premiere hatte der Streifen am 22. Dezember 1950 in Italien. In der Bundesrepublik Deutschland konnte man ihn erstmals im folgenden Jahr im Kino sehen.

## Handlung
Der Großinquisitor Scarpa hat den Dogen von Venedig vergiftet. Nun fällt Scarpa die Aufgabe zu, das Amt des Dogen so lange auszufüllen, bis ein Nachfolger gewählt sein wird. Als Favorit dafür gilt der alte Admiral Disani. Um diesen kaltzustellen, hat ihn Scarpa einfach in den Kampf gegen die türkische Flotte geschickt. Dabei wird Disani schwer verwundet. Seinem treuen Kommandanten Lorenzo gelingt es, das Schiff sicher in den Heimathafen zurückzuführen. Aus Dankbarkeit über dieses Gelingen wird den Galeerensklaven die Freiheit geschenkt.
Scarpa sieht seine Pläne durchkreuzt. Er lässt die einstigen Sklaven wieder in Ketten legen. In deren Augen steht nun Disani als Verräter fest. Lorenzo schafft es, in den vom Pöbel umlagerten Palast Disanis vorzudringen und ihn über Scarpas Intrigen zu informieren. Den beiden Männern gelingt es, heimlich zu fliehen; aber bald fallen sie Scarpas Schergen in die Hände. Für den alten Disani bedeutet dies den Tod, und Lorenzo stürzt verletzt in den Kanal. Zwei Freunde fischen ihn heraus und bringen ihn in die berüchtigte Taverne «Zur Hölle von Venedig», dessen Wirtin die feurige Tina ist. Wieder genesen, wird Lorenzo von einer Meute wilder Gesellen zu deren Anführer gewählt. Gemeinsam wollen sie nun die Stadt vom Tyrannen befreien.
Durch etliche verwegene Überfälle eines maskierten Mannes bricht in der Bevölkerung Unruhe aus. Man nennt den Geheimnisvollen den „Dieb von Venedig“. Der Polizei gelingt es nicht, seiner habhaft zu werden. Bei einem seiner Streiche fällt jedoch die ihn begleitende Tina in die Hände von Scarpas Häscher. Aber selbst unter der Folter gibt diese Lorenzos Name nicht preis. Der hat sich nur deshalb zu seinen Taten entschlossen, um Geld für den Kauf von Waffen für seine Anhänger zu bekommen. Durch eine List kann der „Dieb“ die Wirtin befreien.
Um die Anhänger des Ermordeten auf seine Seite zu bringen, will Scarpa Disanis Tochter Francesca heiraten. Schon soll die Hochzeit stattfinden, da wird sie auch gleich durch einen kühnen Handstreich Lorenzos vereitelt. Die beiden jungen Leute kennen sich schon seit einiger Zeit und gestehen sich jetzt ihre Liebe. Tina, die selbst ein Auge auf den Haudegen geworfen hatte, muss schmerzlich feststellen, dass sie auf der Strecke geblieben ist.
In einem Säbelduell wird Scarpa von Lorenzo getötet. Dieser aber wird von der Bevölkerung stürmisch gefeiert.

## Ergänzungen
Die Bauten und Dekorationen stammen von den Filmarchitekten Luigi Scaccianoce und Ottavio Scotti. Ditta Tanzi steuerte die Kostüme bei.

## Kritik
Das Lexikon des internationalen Films  bezeichnet den Film lapidar als „anspruchsloses Kostümabenteuer“. Das Filmlexikon Zweitausendeins zog folgendes Fazit: „Anspruchsloses, aber sorgfältig ausgestattetes und atmosphärisch gelungenes Kostümabenteuer.“

## Quelle
Programm zum Film: Das Neue Film-Programm, erschienen im gleichnamigen Verlag H. Klemmer & Co., Neustadt an der Weinstraße, ohne Nummernangabe